# Heinz-Harald Frentzen
Heinz-Harald Frentzen (Mönchengladbach, 1967. május 18. –) német autóversenyző, volt Formula–1-es pilóta.

## Pályafutása

### Formula–1
Frentzen Formula–1-es pályafutása a Saubernél kezdődött – és ott is fejeződött be –  három szezonon keresztül, majd a Williamshez került, ahol nem érezte jól magát, bár komoly sikereket ért el: 1997-ben megnyerte a San Marinó-i nagydíjat, majd év végén világbajnoki második lett, miután kizárták Michael Schumachert.
Egy évvel később mindössze a szezonnyitó melbourne-i futam után állhatott dobogóra, majd a szenvedéseknek Eddie Jordan vetett véget, aki 1999-ben szerződtette Frentzent. Később derült csak ki, hogy a Jordan-Frentzen páros remekül tud együtt dolgozni.

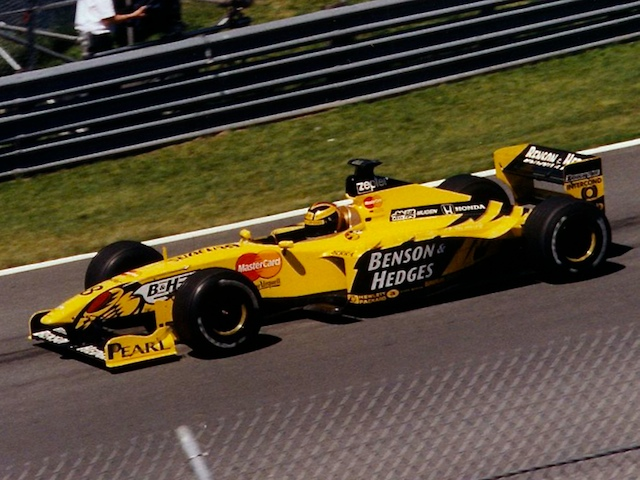
Frentzen 1999-ben a Jordannel

A német csapattársa, Damon Hill kissé visszaesett, így Frentzen első jordanes szezonja végére elsőszámú pilótává avanzsált, megnyerte a Francia és az olasz nagydíjat, ezzel az istállót történetének legjobb eredményéhez segítette hozzá: harmadikok lettek a konstruktőrök között.
A 2000-es szezonban viszont csalódniuk kellett a Jordan-híveknek, az autó gyenge megbízhatósága miatt sok futamon végig se tudott menni. Számos futamon dobogóközelben voltak a Jordan pilótái, de a kocsi legtöbbször nem bírta a strapát. Frentzen azonban így is begyűjtött két harmadik helyet (Brazíliában és az Amerikai Egyesült Államokban).
Frentzen mégis optimista maradt, ritkán mutatta ki csalódottságát, amiben az is segített, hogy év közben kislánya született. 2001-ben tett a gondok ellen a Jordan, a téli teszteken a megbízhatóság javítása volt az egyik fő szempont. Frentzen a napokban kijelentette: "A Jordan a jövő csapata, az idei célom a lehető legtöbbször dobogóra állni."

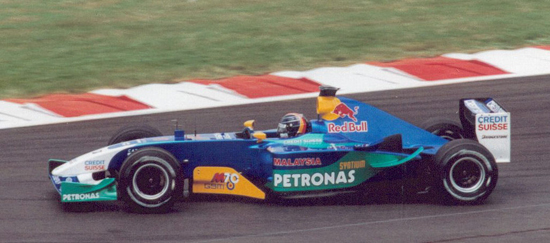
Frentzen 2003-ban a Sauberrel

Mint később kiderült, a terv nem sikerült, Frentzen a Jordantől kikerült, s a magyar nagydíjtól a Prost-istálló vette gondozásába 2001 hátralévő részére. Igen ám, de a Prost télen csődbe ment, így a német sokáig csak reménykedhetett benne, hogy 2002-ben autóba száll. A mezőny utolsó szerződését aztán vele írták alá, az Arrowshoz került Jos Verstappen helyére, Enrique Bernoldi mellé. 2002 pályafutása legrosszabb éve volt, mindössze két pontot tudott gyűjteni. Még ez év nyarán tönkrement az Arrows csapat, egy versenyen, az amerikai nagydíjon a Sauber színeiben versenyzett. 2003-ra teljes évre a Sauberhez szerződött. Az Ausztrál, és a brazil nagydíjon hatodik illetve ötödik lett, majd az amerikai nagydíjon harmadik helyet ért el. Ezzel tizenhárom pontot gyűjtve a tizenegyedik lett a bajnokságban és az év végén visszavonult a Formula–1-ből.

### DTM
2004-ben és 2005-ben az Opel, 2006-ban az Audi csapat versenyzője volt, ez évben hetedik lett a Német Túraautó Bajnokságban.

## Eredményei

### Teljes Formula–1-es eredménysorozata
(Táblázat értelmezése)

(Félkövér: pole-pozícióból indult; dőlt: leggyorsabb kört futott) 

| Év   | Csapat   | 1       | 2      | 3      | 4      | 5      | 6      | 7      | 8       | 9      | 10     | 11     | 12     | 13     | 14     | 15     | 16     | 17     | Helyezés | Pont |
| ---- | -------- | ------- | ------ | ------ | ------ | ------ | ------ | ------ | ------- | ------ | ------ | ------ | ------ | ------ | ------ | ------ | ------ | ------ | -------- | ---- |
| 1994 | Sauber   | BRA Ki  | PAC 5  | SMR 7  | MON Vi | ESP Ki | CAN Ki | FRA 4  | GBR 7   | GER Ki | HUN Ki | BEL Ki | ITA Ki | POR Ki | EUR 6  | JPN 6  | AUS 7  |        | 13.      | 7    |
| 1995 | Sauber   | BRA Ki  | ARG 5  | SMR 6  | ESP 8  | MON 6  | CAN Ki | FRA 10 | GBR 6   | GER Ki | HUN 5  | BEL 4  | ITA 3  | POR 6  | EUR Ki | PAC 7  | JPN 8  | AUS Ki | 9.       | 15   |
| 1996 | Sauber   | AUS 8   | BRA Ki | ARG Ki | EUR Ki | SMR Ki | MON 4  | ESP 4  | CAN Ki  | FRA Ki | GBR 8  | GER 8  | HUN Ki | BEL Ki | ITA Ki | POR 7  | JPN 6  |        | 12.      | 7    |
| 1997 | Williams | AUS 8   | BRA 9  | ARG Ki | SMR 1  | MON Ki | ESP 8  | CAN 4  | FRA 2   | GBR Ki | GER Ki | HUN Ki | BEL 3  | ITA 3  | AUT 3  | LUX 3  | JPN 2  | EUR 6  | 2.       | 42   |
| 1998 | Williams | AUS 3   | BRA 5  | ARG 9  | SMR 5  | ESP 8  | MON Ki | CAN Ki | FRA 15  | GBR Ki | AUT Ki | GER 9  | HUN 5  | BEL 4  | ITA 7  | LUX 5  | JPN 5  |        | 8.       | 17   |
| 1999 | Jordan   | AUS 2   | BRA 3  | SMR Ki | MON 4  | ESP Ki | CAN 11 | FRA 1  | GBR 4   | AUT 4  | GER 3  | HUN 4  | BEL 3  | ITA 1  | EUR Ki | MAL 6  | JPN 4  |        | 3.       | 54   |
| 2000 | Jordan   | AUS Ki  | BRA 3  | SMR Ki | GBR 17 | ESP 6  | EUR Ki | MON 10 | CAN Ki  | FRA 7  | AUT Ki | GER Ki | HUN 6  | BEL 6  | ITA Ki | USA 3  | JPN Ki | MAL Ki | 9.       | 11   |
| 2001 | Jordan   | AUS 5   | MAL 4  | BRA 11 | SMR 6  | ESP Ki | AUT Ki | MON Ki | CAN Sér | EUR Ki | FRA 8  | GBR 7  | GER    |        |        |        |        |        | 13.      | 6    |
| 2001 | Prost    |         |        |        |        |        |        |        |         |        |        |        |        | HUN Ki | BEL 9  | ITA Ki | USA 10 | JPN 12 | 13.      | 6    |
| 2002 | Arrows   | AUS Kiz | MAL 11 | BRA Ki | SMR Ki | ESP 6  | AUT 11 | MON 6  | CAN 13  | EUR 13 | GBR Ki | FRA Nk | GER Ki | HUN    | BEL    | ITA    |        |        | 18.      | 2    |
| 2002 | Sauber   |         |        |        |        |        |        |        |         |        |        |        |        |        |        |        | USA 13 | JPN    | 18.      | 2    |
| 2003 | Sauber   | AUS 6   | MAL 9  | BRA 5  | SMR 11 | ESP Ki | AUT Ni | MON Ki | CAN Ki  | EUR 9  | FRA 12 | GBR 12 | GER Ki | HUN Ki | ITA 13 | USA 3  | JPN Ki |        | 11.      | 13   |

### Teljes DTM eredménysorozata
| Év   | Csapat | 1      | 2      | 3      | 4      | 5      | 6      | 7      | 8      | 9      | 10     | 11     | Helyezés | Pont |
| ---- | ------ | ------ | ------ | ------ | ------ | ------ | ------ | ------ | ------ | ------ | ------ | ------ | -------- | ---- |
| 2004 | Opel   | HOC 11 | EST 12 | ADR 12 | EUR Ki | NOR Ki | SHA* 7 | NÜR Ki | OSC 14 | ZAN Ki | BRN 6  | HOC 12 | 14.      | 3    |
| 2005 | Opel   | HOC Ki | EUR 14 | SPA 15 | BRN 3  | OSC 14 | NOR 6  | NÜR 12 | ZAN 3  | EUR 7  | IST Ki | HOC 18 | 8.       | 17   |
| 2006 | Audi   | HOC 3  | EUR 13 | OSC 4  | BRA 17 | NOR 11 | NÜR 6  | ZAN 5  | CAT 3  | BUG 10 | HOC 14 |        | 7.       | 24   |

* nem bajnoki futam